# Derocrepis
Derocrepis is een geslacht van kevers uit de familie bladkevers (Chrysomelidae).
De wetenschappelijke naam van het geslacht werd in 1886 gepubliceerd door Julius Weise.

## Soorten
- Derocrepis graeca Allard, 1884
- Derocrepis rufipes Linnaeus, 1758
- Derocrepis serbica Kutschera, 1860
- Derocrepis sodalis Kutschera, 1860
- Derocrepis whiteheadi Warchalowski, 1998